# Гагаринская (платформа)
Гага́ринская — остановочный пункт хордовой линии Мытищи — Фрязево Ярославского направления Московской железной дороги. Расположена в городе Щёлково Московской области.
Не оборудована турникетами.
Время движения от Ярославского вокзала — около 1 часа, от станции Фрязево — около 45 минут.
Рядом с платформой находятся автобусные остановки. Также рядом расположены предприятия: ОАО ЭНА (бывший Щелковский насосный завод) и Химзавод (в настоящий момент на его территории расположены многочисленные фирмы, арендующие помещения).

## Транспорт
Автобусы:
- 1 (ул. Полевая — ст. Щёлково — ЖБК)

Маршрутные такси:
- 9к (ул. Беляева — мкр. Чкаловский — Гипермаркет Глобус)
- 25 (мкр. Заречный — ст. Щёлково — Биокомбинат)
- 50 (Питомник — Фрязино — ст. Щёлково — Звёздный городок)

## История
В 1988 году пл. 37 км переименована в Гагаринскую в память о первом лётчике-космонавте Ю. А. Гагарине. Недалеко от этой станции находится аэродром Чкаловский, где он проходил предполëтную подготовку. Недалеко, в пятиэтажке рядом с ныне существующей «Пятёрочкой», жил Гагарин до получения квартиры в Звёздном городке.
С мая 2023 на платформе проводится ремонт с заменой плит перекрытия, фундаментных блоков, асфальта, ограждений, освещения, лавочек и урн. Также планируется отремонтировать навесы.

## Фото

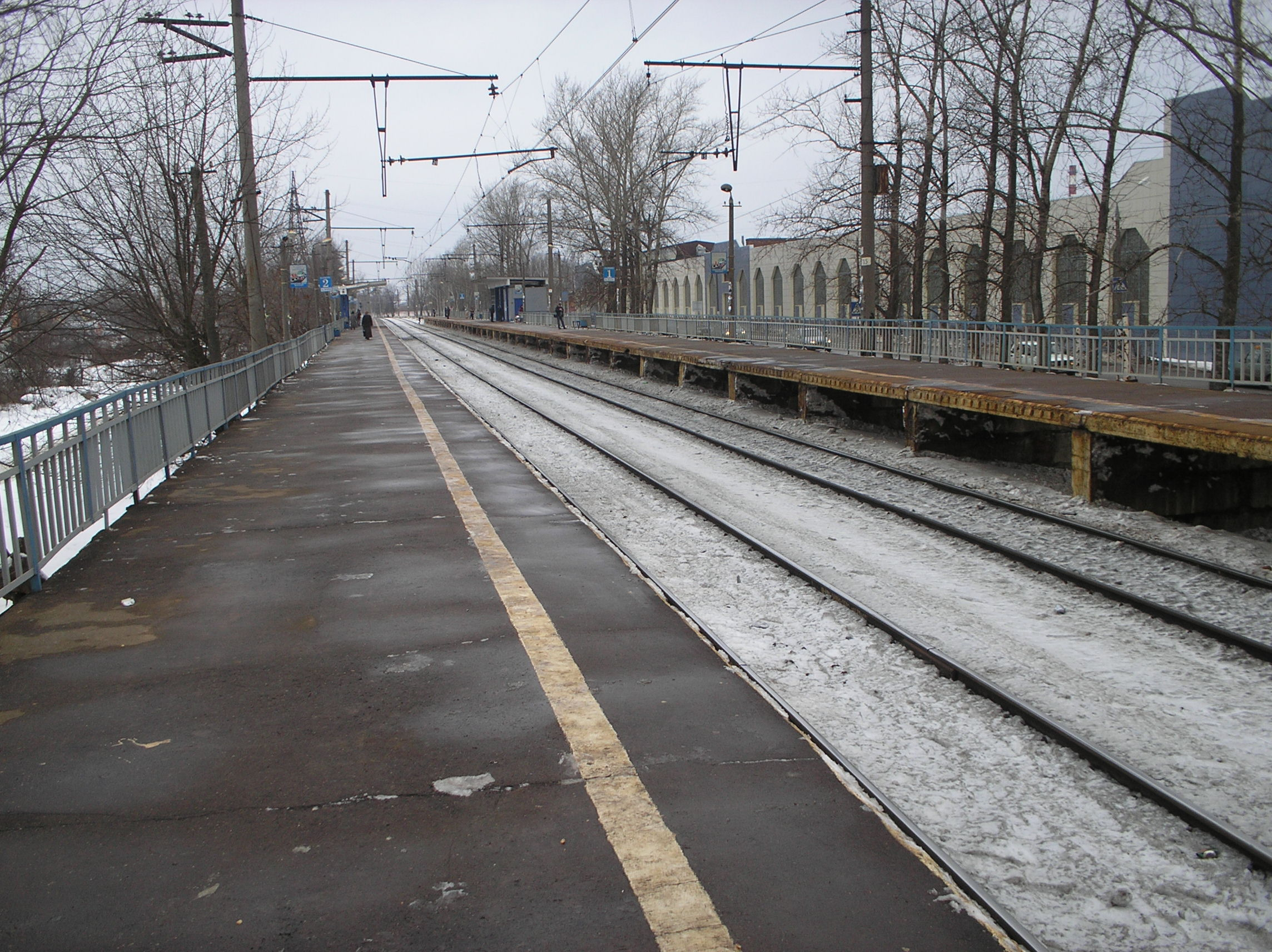
Вид в направлении Москвы
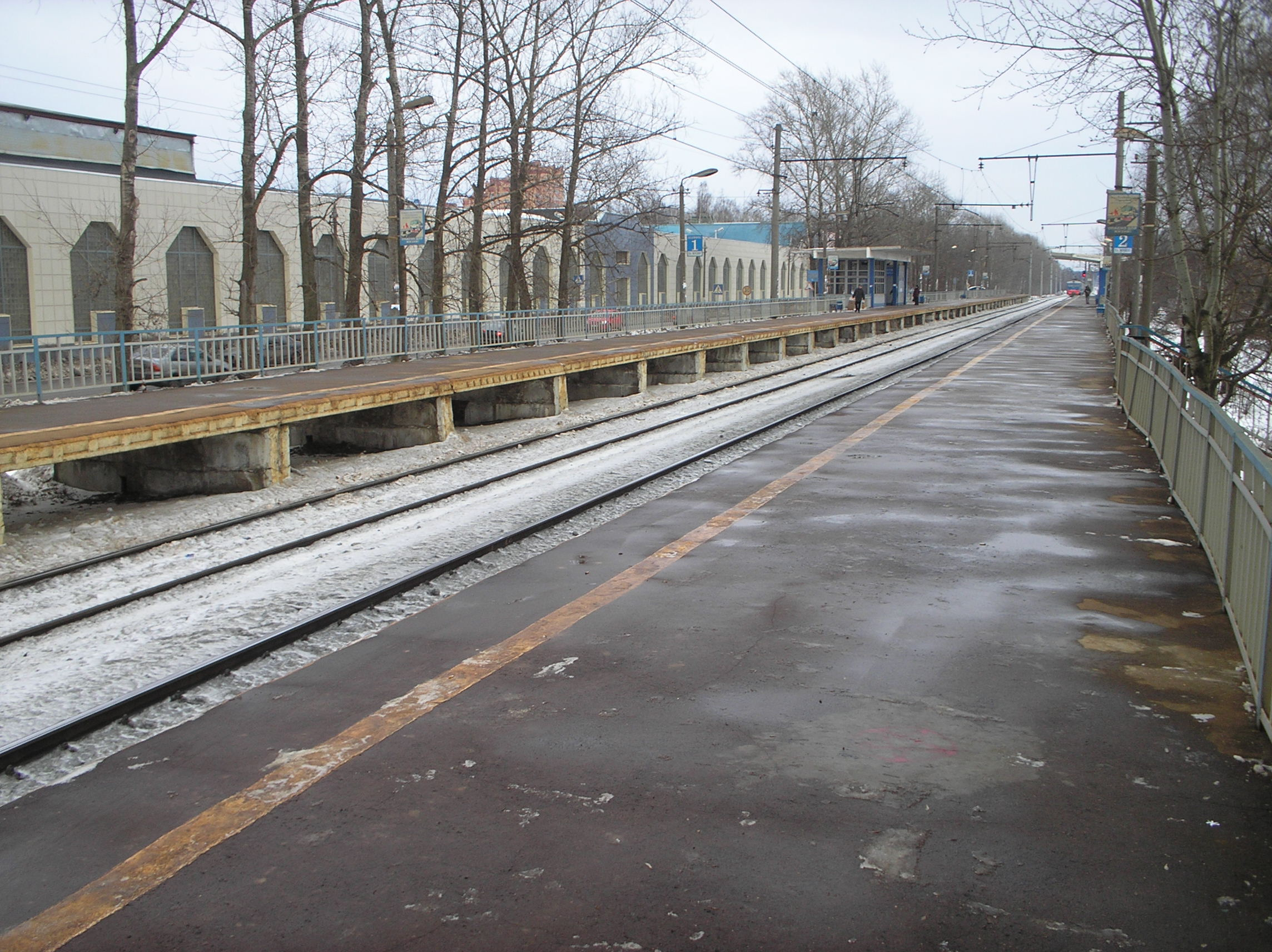
Вид в направлении Фрязево